# فن‌شناسی فمینیستی
فن‌شناسی فمینیستی (انگلیسی: Feminist technoscience) شاخه‌ای ترا رشته‌ای از مطالعات علمی است که از دهه‌ها نقد فمینیستی بر نحوه درگیر شدن جنسیت و سایر نشانگرهای هویت در حوزه‌های ترکیبی علم و فناوری پدید آمده است. فن‌شناسی به‌دنبال حذف تمایز بین تحقیق و توسعه علمی با کاربردهای تکنولوژی است، درحالی‌که علم را با منافع مشترک جامعه در هم تنیده است، و نمود آن در زمینه مطالعات فن‌شناسی فمینیستی نیز مشهود است. پیشنهاد می‌شود که علم همان سطح از مسئولیت‌پذیری سیاسی و اخلاقی را دارا باشد که فناوری‌هایی که از آن توسعه می‌یابند دارا هستند. مطالعات فن‌شناسی فمینیستی به توسعه تئوری‌های جدید در مورد این‌که چگونه سیاست‌های جنسیتی و سایر نشانگرهای هویت با فرآیندهای حاصل از تغییرات فنی و روابط قدرت جهان مادی و جهانی‌شده مرتبط هستند، می‌پردازد.
فن‌شناسی فمینیستی بر روابط درون‌فردی بین زن و مرد کمتر تمرکز می‌کند و بیشتر به موضوعات گسترده‌تر، مربوط به تولید دانش و چگونگی تجلی و به رسمیت شناخته شدن شخص در جوامع می‌پردازد.
مطالعات فن‌شناسی فمینیستی از رویکردهای برساخت‌گرایی اجتماعی به جنسیت، جنس، اینترسکشنالیتی و مطالعات علم و فناوری الهام گرفته شده است. همچنین می‌توان از آن به‌عنوان مطالعات علم فمینیستی، مطالعات علم و فناوری فمینیستی، مطالعات فرهنگی فمینیستی علم، مطالعات فمینیستی علم و فناوری، و جنسیت و علم نام برد.